# Будинок-музей Ґете (Ваймар)
Будинок Ґете (Goethes Wohnhaus) — будівля, розташована у Веймарі, Німеччина. Це основний будинок, у якому проживав впливовий письменник, поет і державний діяч Йоганн Вольфганг фон Ґете з 1782 по 1832 рік (хоча він жив і в кількох інших у місті). Будинок був побудований у 1709 році Георгом Каспаром Гельмерсгаузеном. Однак кімнати були особисто переплановані Ґете, коли він прибув до Веймара, щоб відобразити ідеали веймарського класицизму, у якому Ґете був особливо помітним. Багато оригінальних меблів все ще наявні в будинку.
Поруч із будинком є сад, який в основному слугував для забезпечення родини Ґете продуктами, включаючи спаржу, артишоки, абрикоси та виноград. У 1817 році Ґете розширив сад на схід і побудував павільйон для зберігання своєї колекції мінералів.
Будинок слугує основним місцем розташування Національного музею Гете, а в 1998 році він був внесений до Списку світової спадщини ЮНЕСКО разом з іншими будівлями та місцями, пов'язаними з веймарським класицизмом, через їх виняткову архітектуру та свідчення впливу Веймара як культурного центру наприкінці 18-го та 19-го століть.